# Boston Celtics 1982-1983
La stagione 1982-83 dei Boston Celtics fu la 37ª nella NBA per la franchigia.
I Boston Celtics arrivarono secondi nella Atlantic Division della Eastern Conference con un record di 56-26. Nei play-off vinsero il primo turno con gli Atlanta Hawks (2-1), perdendo poi la semifinale di conference con i Milwaukee Bucks (4-0).

## Roster
| N° | Naz.                   | Ruolo | Sportivo         | Anno | Alt. | Peso |
| -- | ---------------------- | ----- | ---------------- | ---- | ---- | ---- |
| 00 | Stati Uniti (bandiera) | C     | Robert Parish    | 1953 | 213  | 104  |
| 7  | Stati Uniti (bandiera) | G     | Nate Archibald   | 1948 | 185  | 68   |
| 20 | Stati Uniti (bandiera) | GA    | Scott Wedman     | 1952 | 201  | 98   |
| 28 | Stati Uniti (bandiera) | G     | Quinn Buckner    | 1954 | 191  | 86   |
| 30 | Stati Uniti (bandiera) | GA    | M.L. Carr        | 1951 | 198  | 93   |
| 31 | Stati Uniti (bandiera) | A     | Cedric Maxwell   | 1955 | 203  | 93   |
| 32 | Stati Uniti (bandiera) | AC    | Kevin McHale     | 1957 | 208  | 95   |
| 33 | Stati Uniti (bandiera) | A     | Larry Bird       | 1956 | 206  | 100  |
| 35 | Stati Uniti (bandiera) | G     | Charles Bradley  | 1959 | 196  | 98   |
| 43 | Stati Uniti (bandiera) | G     | Gerald Henderson | 1956 | 188  | 79   |
| 44 | Stati Uniti (bandiera) | GA    | Danny Ainge      | 1959 | 193  | 79   |
| 52 | Stati Uniti (bandiera) | AC    | Darren Tillis    | 1960 | 211  | 98   |
| 53 | Stati Uniti (bandiera) | AC    | Rick Robey       | 1956 | 211  | 104  |

## Staff tecnico
- Allenatore: Bill Fitch
- Vice-allenatori: K.C. Jones, Jimmy Rodgers
- Preparatore atletico: Ray Melchiorre